# Perizoma incultaria
Perizoma incultaria ist ein Schmetterling (Nachtfalter) aus der Familie der Spanner (Geometridae).

## Merkmale

### Falter
Die Flügelspannweite der Falter beträgt im Durchschnitt 19 bis 21 Millimeter. Die Grundfarbe der Vorderflügel variiert von weißgrau über hellgrau bis zu grüngrau. Die Vorderflügel zeigen einen Wechsel verschiedenfarbiger Binden. So besteht eine typische Flügelzeichnung aus der folgenden farblichen Abfolge: Die Basalregion ist dunkelbraun und wird von einem schmalen hellen Band begrenzt. Die Diskalregion ist braun oder dunkelgrau, kann in der Breite schwanken und zeigt einen schwarzen Mittelpunkt sowie saumwärts eine gezackte Ausbuchtung. Die Postdiskalregion ist hellbraun. Daran schließt sich der dunkelbraune Submarginalbereich an, aus dem sich eine weiße Wellenlinie abhebt. Am Vorderrand beginnen die einzelnen Binden meist sehr deutlich und schwächen sich zum Hinterrand hin leicht ab. Die zeichnungslosen Hinterflügel glänzen seidig weiß.

### Raupe
Erwachsene Raupen sind gelbgrün gefärbt, haben dunkle Rücken- und Nebenrückenlinien sowie breite hellgrüne Seitenstreifen. Diese sind in der Mitte rötlich und nach oben weißlich begrenzt.

### Puppe
Die gelbgrüne Puppe zeigt dunkle Flügelscheiden. Am Kremaster befinden sich zwei Dornen.

## Geographische Verbreitung und Vorkommen
Perizoma incultaria ist im gesamten Alpenraum bis zu den Karpaten und den Gebirgen der Balkanhalbinsel zu finden. In den Alpen kommt die Art in Höhen zwischen 1200 und 2300 Metern vor. Sie bewohnt bevorzugt karge Berg- und Gebirgslandschaften sowie Almwiesen.

## Lebensweise
Die Falter fliegen in einer Generation in den Monaten Mai bis August, zuweilen am Tage und saugen an feuchten Stellen. Nachts besuchen sie auch künstliche Lichtquellen. Die Raupen ernähren sich von den Samenkapseln verschiedener Primel- (Primula), Bartsia- sowie Steinbrecharten (Saxifraga) oder minieren an deren Blättern. Die ausgewachsenen Raupen verpuppen sich in einem leichten Gespinst an der Erde. Die Art überwintert als Puppe.

## Gefährdung
Perizoma incultaria kommt in Deutschland in den Bayerischen Alpen gebietsweise zahlreich vor und ist dort nicht gefährdet. Ein älterer Hinweis für ein Vorkommen in Baden-Württemberg beruht sicher auf einer Verwechselung oder einer Fehlbestimmung.